# Danny Danon

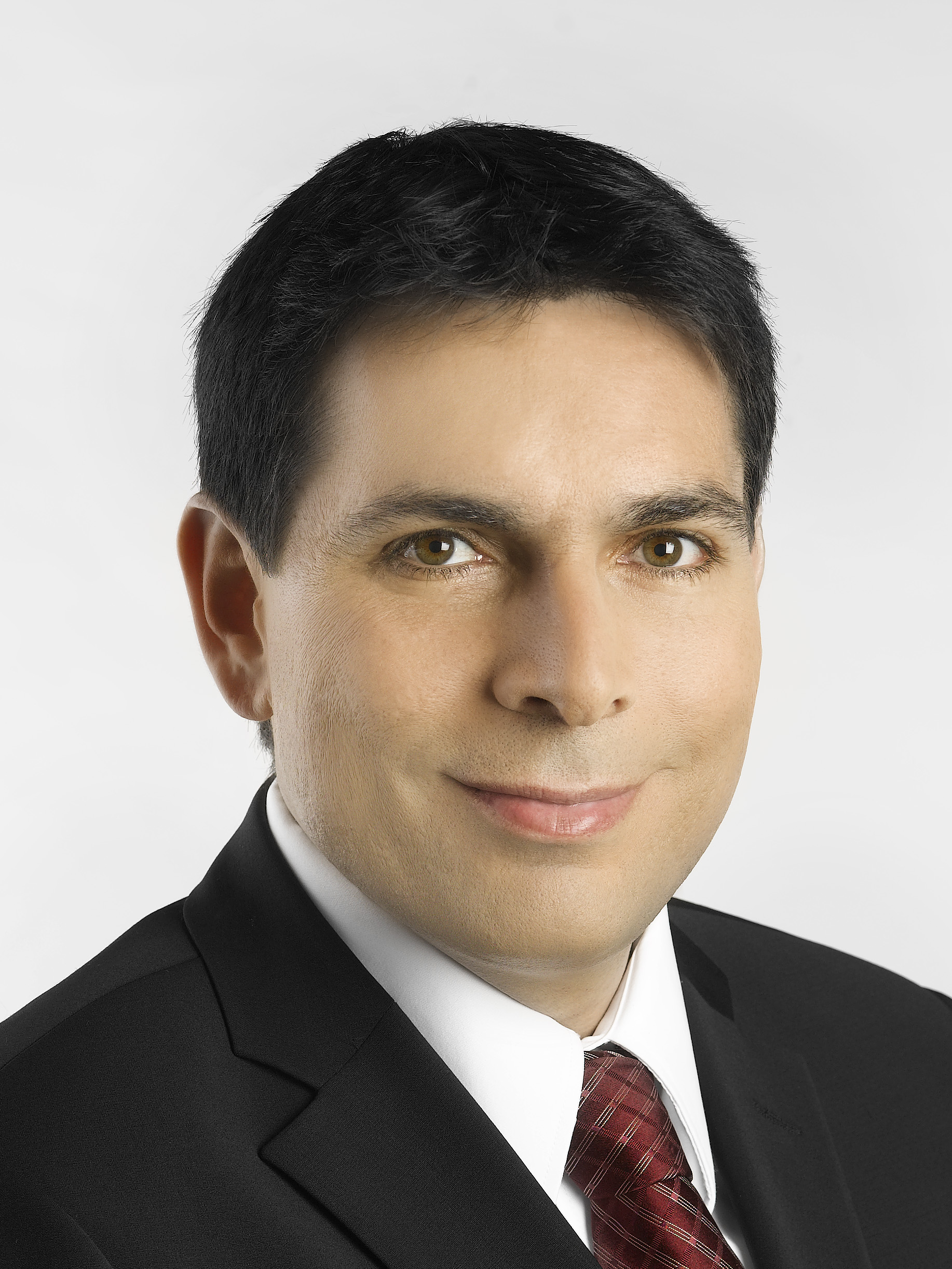
Danny Danon (2008)

Danny Danon (hebräisch דני דנון; * 8. Mai 1971 in Ramat Gan) ist ein israelischer Politiker der Likud.

## Leben
Danon studierte an der Florida International University und an der Hebräischen Universität Jerusalem. Seit 2009 war Danon Abgeordneter in der 18., 19. und 20. Knesset. Von März 2013 bis Juli 2014 war er stellvertretender Verteidigungsminister. Von Mai bis August 2015 ist Danon Minister für Wissenschaften, Technik und Raumfahrt gewesen. Im August 2015 wurde Danon zum Ständigen Vertreter Israels bei den Vereinten Nationen ernannt. Er gab sein Amt als Minister für Wissenschaft, Technik und Raumfahrt an Ofir Akunis ab. Sein Amt bei den Vereinten Nationen behielt er bis 2020. Anschließend kehrte er in die Knesset zurück. Seit August 2024 ist Danon erneut Ständiger Vertreter Israels bei den Vereinten Nationen und löste damit seinen Nachfolger, Gilad Erdan, ab.